# Adolfas Jucys
Adolfas Jucys, manchmal auch Yutsis zitiert, (* 12. September 1904 in Klausgalvų Medsėdžiai im heutigen Litauen; † 4. Februar 1974 in Vilnius) war ein litauischer theoretischer Physiker, der sich mit Atomphysik befasste.

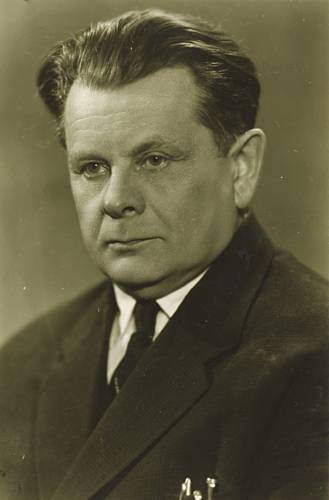
Adolfas Jucys

Jucys wurde im russischen Zarenreich (Gouvernement Kaunas) geboren. Er studierte Mathematik und Physik an der Universität Kaunas von 1927 bis 1931 und war nach anderhalbjährigem Wehrdienst ab 1935 Assistant im Physik Labor der Universität Kaunas. 1938 war er bei Douglas Hartree an der University of Manchester und 1939/40 an der Universität Cambridge bei Ralph Fowler.  1940 wurde er Hauptassistent an der Universität Vilnius und bald darauf Assistenzprofessor. Nach seiner Promotion 1941 wurde er dort Professor für Theoretische Physik, was er bis zu seinem Tod blieb. Seine Promotion und seien Professur wurden 1945 von den sowjetischen Behörden bestätigt. 1947 bis 1948 war er Direktor des Pädagogischen Instituts in Vilnius. Ab 1949 war er am Steklow-Institut in Leningrad bei Wladimir Fock, wo er an seiner Habilitation arbeitete, die 1951 erfolgte (russischer Doktortitel). 
1953 wurde er als Lehrstuhlinhaber für theoretische Physik in Vilnius bestätigt und 1956 bis 1963 war er Direktor des Instituts für Physik und Mathematik der litauischen Akademie der Wissenschaften. 
Auf seine Initiative wurde auch ein Labor für numerische Computerberechnungen gegründet und 1961 ein erster Computer installiert (ein russischer Großrechner BESM-2M), auf denen dann elektronische Strukturberechnungen von Atomen durchgeführt werden konnten. Seit 1967 war er Leiter der Abteilung für quantenmechanische Rechnungen am Institut für Physik und Mathematik der litauischen Akademie der Wissenschaften.
Er hielt 1967 Vorlesungen in Italien (Sommerschule in Frascati) und 1969 in Großbritannien und Frankreich. 1973/74 hielt er Vorlesungen an der University of Waterloo.
Jucys ist als Begründer einer Schule in theoretischer Atomphysik in Litauen bekannt. Er baute (als Schüler beider Begründer der Theorie) die Hartree-Fock-Theorie in der Atomphysik aus. Bekannt ist seine Monographie über eine graphische Methode zur Behandlung der Drehimpulskopplungen in der theoretischen Atomphysik mit  I. Levinson (Yehoshua Levinson) und V. Vanagas (Vladislovas Eimutis Vanagas), die zuerst in russischer Sprache 1960 erschien und bald darauf in englischer Übersetzung. Daraus sind später Yutsis-Graphen nach ihm benannt worden.
Weitere Monographien (in russischer Sprache) erschienen 1965 (Theorie der Drehimpulse in der Quantenmechanik mit A. Bandzaitis) und 1973 (Mathematische Grundlagen der Theorie des Atoms, mit A. Savukynas).
1953 wurde er Mitglied der Litauischen Akademie der Wissenschaften. 1963 war er einer der Gründer der litauischen physikalischen Gesellschaft.
Sein Sohn Algimantas Adolfas Jucys (1936–1997) war ebenfalls theoretischer Physiker und Mathematiker (nach ihm sind Jucys-Murphy Elemente in der Gruppenalgebra der Symmetrischen Gruppe benannt).

## Schriften
- Yutsis, Levinson, Vanagas: Mathematical Apparatus of the Theory of Angular Momentum. Israel Program for Scientific Translations, Jerusalem 1962 (archive.org).